# Saison 8 de 9-1-1
 (août 2025).
Motif : Quelle est la notoriété encyclopédique de cette saison ? Intérêt particulier ? En dehors de courts articles sur les audiences, où sont les sources centrées sur cette saison ?
- Archive Wikiwix
- Bing
- Cairn
- DuckDuckGo
- E. Universalis
- Gallica
- Google
- G. Books
- G. News
- G. Scholar
- Persée
- Qwant
- (zh) Baidu
- (ru) Yandex
- (wd) trouver des œuvres sur Wikidata

| 1. | Préciser le motif de la pose du bandeau. | Précisez le motif de la pose du bandeau en utilisant la syntaxe suivante : {{admissibilité à vérifier\|date=août 2025\|motif=remplacez ce texte par le motif}}                         |
| 2. | Informer les utilisateurs concernés.     | Pensez à avertir le créateur de l'article, par exemple, en insérant le code ci-dessous sur sa page de discussion : {{subst:avertissement admissibilité à vérifier\|Saison 8 de 9-1-1}} |

Chronologie
Saison 7 Saison 9
Cet article présente le guide des épisodes de la huitième saison de la série télévisée américaine 9-1-1.

## Généralités
- Aux États-Unis, cette saison de dix-huit épisodes est diffusée du 26 septembre 2024 sur le réseau ABC[1] au 15 mai 2025.
- En France, cette saison est diffusée depuis le 13 mai 2025 sur M6.

## Distribution

### Acteurs principaux
- Angela Bassett (VF : Maïk Darah) : Athena Grant
- Peter Krause (VF : Guillaume Orsat) : Robert « Bobby » Nash
- Jennifer Love Hewitt (VF : Sophie Arthuys) : Maddie Buckley
- Oliver Stark (VF : Franck Lorrain) : Evan « Buck » Buckley
- Kenneth Choi (VF : Marc Perez) : Howard « Chimney » Han
- Aisha Hinds (VF : Laura Zichy) : Henrietta « Hen » Wilson
- Ryan Guzman (VF : Pascal Nowak) : Edmundo « Eddie » Diaz
- Gavin McHugh (VF : Gwenaelle Jegou) : Christopher Diaz

### Acteurs récurrents
- Tracie Thoms (VF : Ilana Castro) : Karen Wilson
- Declan Pratt (VF : Cécile Gatto) : Denny Wilson
- Bryan Safi (VF : Sébastien Ossard) : Josh Russo
- Lou Ferrigno, Jr. (VF : Tanguy Goasdoué) : Tommy Kinard
- Anirudh Pisharody (VF : Nicolas Pluyaud) : Ravi Panikkar
- Brian Thompson (VF : Jean-Bernard Guillard) : Capitaine Vincent Gerrard
- Gavin Stenhouse (VF : Vincent de Bouard) : Le père Brian
- Askyler Bell (VF : Lucille Boudonnat) : Mara Driskell
- Callum Blue : Brad Torrance
- Corinne Massiah (VF : Cécile Gatto) : May Grant
- Elijah M. Cooper : Harry Grant

### Invités
- Zach Tinker : Officers Matthew Sparks

## Épisodes

### Épisode 1:Piqûre mortelle
- États-Unis /  Canada : 26 septembre 2024 sur ABC / Global
- Suisse : 20 avril 2025 sur RTS 1
- France : 13 mai 2025 sur M6

- États-Unis : 4,93 millions de téléspectateurs (première diffusion)

### Épisode 2:Attention crash imminent!
- États-Unis /  Canada : 3 octobre 2024 sur ABC
- Suisse : 20 avril 2025 sur RTS 1
- France : 13 mai 2025 sur M6

- États-Unis : 4,92 millions de téléspectateurs (première diffusion)

### Épisode 3:Atterrissage forcé
- États-Unis /  Canada : 10 octobre 2024 sur ABC
- Suisse : 27 avril 2025 sur RTS 1
- France : 13 mai 2025 sur M6

- États-Unis : 5,52 millions de téléspectateurs (première diffusion)

### Épisode 4:La Chasse aux tigres
- États-Unis /  Canada : 17 octobre 2024 sur ABC / Global
- Suisse : 27 avril 2025 sur RTS 1
- France : 20 mai 2025 sur M6

- États-Unis : 4,16 millions de téléspectateurs (première diffusion)

### Épisode 5:Derrière les masques
- États-Unis /  Canada : 24 octobre 2024 sur ABC / Global
- Suisse : 4 mai 2025 sur RTS 1
- France : 20 mai 2025 sur M6

- États-Unis : 3,98 millions de téléspectateurs (première diffusion)

### Épisode 6:Ruptures
- États-Unis /  Canada : 7 novembre 2024 sur ABC / Global
- Suisse : 4 mai 2025 sur RTS 1
- France : 27 mai 2025 sur M6

- États-Unis : 4,16 millions de téléspectateurs (première diffusion)

### Épisode 7:Cœurs de feu
- États-Unis /  Canada : 14 novembre 2024 sur ABC / Global
- Suisse : 11 mai 2025 sur RTS 1
- France : 27 mai 2025 sur M6

- États-Unis : 4,01 millions de téléspectateurs (première diffusion)

### Épisode 8:Impostures
- États-Unis /  Canada : 21 novembre 2024 sur ABC / Global
- Suisse : 11 mai 2025 sur RTS 1
- France : 3 juin 2025 sur M6

- États-Unis : 4,60 millions de téléspectateurs (première diffusion)

### Épisode 9:À la recherche de Jayna
- États-Unis /  Canada : 6 mars 2025 sur ABC / Global
- Suisse : 25 mai 2025 sur RTS 1
- France : 3 juin 2025 sur M6

- États-Unis : 4,66 millions de téléspectateurs (première diffusion)

### Épisode 10:Captive
- États-Unis /  Canada : 13 mars 2025 sur ABC / Global
- Suisse : 25 mai 2025 sur RTS 1
- France : 3 juin 2025 sur M6

- États-Unis : 4,21 millions de téléspectateurs (première diffusion)

### Épisode 11:Retrouvailles
- États-Unis /  Canada : 20 mars 2025 sur ABC / Global
- Suisse : 1er juin 2025 sur RTS 1
- France : 10 juin 2025 sur M6

- États-Unis : 4,76 millions de téléspectateurs (première diffusion)

### Épisode 12:Déconnectés
- États-Unis /  Canada : 27 mars 2025 sur ABC / Global
- Suisse : 1er juin 2025 sur RTS 1
- France : 10 juin 2025 sur M6

- États-Unis : 5,04 millions de téléspectateurs (première diffusion)

### Épisode 13:Invisible
- États-Unis /  Canada : 3 avril 2025 sur ABC / Global
- Suisse : 8 juin 2025 sur RTS 1
- France : 10 juin 2025 sur M6

- États-Unis : 4,13 millions de téléspectateurs (première diffusion)

### Épisode 14:Virus
- États-Unis /  Canada : 10 avril 2025 sur ABC / Global
- Suisse : 8 juin 2025 sur RTS 1
- France : 17 juin 2025 sur M6

- États-Unis : 4,47 millions de téléspectateurs (première diffusion)

### Épisode 15:Les rats de laboratoire
- États-Unis /  Canada : 17 avril 2025 sur ABC / Global
- Suisse : 15 juin 2025 sur RTS 1
- France : 17 juin 2025 sur M6

- États-Unis : 3,81 millions de téléspectateurs (première diffusion)

### Épisode 16:Adieu
- États-Unis /  Canada : 1er mai 2025 sur ABC / Global
- Suisse : 15 juin 2025 sur RTS 1
- France : 24 juin 2025 sur M6

- États-Unis : 4,80 millions de téléspectateurs (première diffusion)

### Épisode 17:En eau trouble
- États-Unis /  Canada : 8 mai 2025 sur ABC / Global
- Suisse : 22 juin 2025 sur RTS 1
- France : 24 juin 2025 sur M6

- États-Unis : 3,99 millions de téléspectateurs (première diffusion)

### Épisode 18:Des vies à sauver
- États-Unis /  Canada : 15 mai 2025 sur ABC / Global
- Suisse : 22 juin 2025 sur RTS 1
- France : 24 juin 2025 sur M6

- États-Unis : 4,05 millions de téléspectateurs (première diffusion)

## Audiences aux États-Unis
| N° d'épisode | Titre original                | Titre français             | Chaîne | Date de diffusion originale | Audience (en millions de téléspectateurs) | Pdm sur les 18–49 ans |
| ------------ | ----------------------------- | -------------------------- | ------ | --------------------------- | ----------------------------------------- | --------------------- |
| 1            | Buzzkill                      | Piqûre mortelle            | ABC    | 26 septembre 2024           | 4.93                                      | 0.5                   |
| 2            | When the Boeing Gets Tough... | Attention crash imminent ! | ABC    | 3 octobre 2024              | 4.92                                      | 0.4                   |
| 3            | Final Approach                | Atterrissage forcé         | ABC    | 10 octobre 2024             | 5.52                                      | 0.5                   |
| 4            | No Place Like Home            | La chasse aux tigres       | ABC    | 17 octobre 2024             | 4.16                                      | 0.4                   |
| 5            | Masks                         | Derrière les masques       | ABC    | 24 octobre 2024             | 3.98                                      | 0.3                   |
| 6            | Confessions                   | Ruptures                   | ABC    | 7 novembre 2024             | 4.16                                      | 0.4                   |
| 7            | Hotshots                      | Cœurs de feu               | ABC    | 14 novembre 2024            | 4.01                                      | 0.3                   |
| 8            | Wannabes                      | Impostures                 | ABC    | 21 novembre 2024            | 4.60                                      | 0.4                   |
| 9            | Sob Stories                   | À la recherche de Jayna    | ABC    | 6 mars 2025                 | 4.66                                      | 0.5                   |
| 10           | Voices                        | Captive                    | ABC    | 13 mars 2025                | 4.21                                      | 0.4                   |
| 11           | Holy Mother of God            | Retrouvailles              | ABC    | 20 mars 2025                | 4.76                                      | 0.4                   |
| 12           | Disconnected                  | Déconnectés                | ABC    | 27 mars 2025                | 5.04                                      | 0.5                   |
| 13           | Invisible                     | Invisible                  | ABC    | 3 avril 2025                | 4.13                                      | 0.4                   |
| 14           | Sick Day                      | Virus                      | ABC    | 10 avril 2025               | 4.47                                      | 0.4                   |
| 15           | Lab Rats                      | Les rats de laboratoire    | ABC    | 17 avril 2025               | 3.81                                      | 0.4                   |
| 16           | The Last Alarm                | Adieu                      | ABC    | 1er mai 2025                | 4.80                                      | 0.5                   |
| 17           | Don't Drink the Water         | En eau trouble             | ABC    | 8 mai 2025                  | 3.99                                      | 0.4                   |
| 18           | Seismic Shifts                | Des vies à sauver          | ABC    | 15 mai 2025                 | 4.05                                      | 0.4                   |

## Audiences en France
| N° d'épisode | Titre français             | Chaîne | Date de diffusion française | Audiences (en millions de téléspectateurs) | Part d'audience (4 ans et plus) | Part d'audience (FRDA-50) |
| ------------ | -------------------------- | ------ | --------------------------- | ------------------------------------------ | ------------------------------- | ------------------------- |
| 1            | Piqûre mortelle            | M6     | 13 mai 2025                 | 1.48                                       | 7.8 %                           | 16 %                      |
| 2            | Attention crash imminent ! | M6     | 13 mai 2025                 | 1.46                                       | 7.7 %                           | 16 %                      |
| 3            | Atterrissage forcé         | M6     | 13 mai 2025                 | 1.43                                       | 7.6 %                           | 16 %                      |
| 4            | La chasse aux tigres       | M6     | 20 mai 2025                 | 1.28                                       | 6.8 %                           | 13.2 %                    |
| 5            | Derrière les masques       | M6     | 20 mai 2025                 | 1.16                                       | 6.5 %                           | 13.2 %                    |
| 6            | Ruptures                   | M6     | 27 mai 2025                 | 1.35                                       | 7.1 %                           | 14.5 %                    |
| 7            | Cœurs de feu               | M6     | 27 mai 2025                 | 1.25                                       | 6.9 %                           | 14.5 %                    |
| 8            | Impostures                 | M6     | 3 juin 2025                 | 1.51                                       | 7.9 %                           | 15 %                      |
| 9            | A la recherche de Jayna    | M6     | 3 juin 2025                 | 1.42                                       | 7.6 %                           | 15 %                      |
| 10           | Captive                    | M6     | 3 juin 2025                 | 1.34                                       | 7.4 %                           | 15 %                      |
| 11           | Retrouvailles              | M6     | 10 juin 2025                | 1.46                                       | 8.1 %                           | 15 %                      |
| 12           | Déconnectés                | M6     | 10 juin 2025                | 1.41                                       | 8 %                             | 15 %                      |
| 13           | Invisible                  | M6     | 10 juin 2025                | 1.35                                       | 7.8 %                           | 15 %                      |
| 14           | Virus                      | M6     | 17 juin 2025                | 1.33                                       | 7.4 %                           | 13.4 %                    |
| 15           | Les rats de laboratoire    | M6     | 17 juin 2025                | 1.33                                       | 7.4 %                           | 13.4 %                    |
| 16           | Adieu                      | M6     | 24 juin 2025                | 1.61                                       | 9.4 %                           | 13.7 %                    |
| 17           | En eau trouble             | M6     | 24 juin 2025                | 1.57                                       | 9.3 %                           | 13.7 %                    |
| 18           | Des vies à sauver          | M6     | 24 juin 2025                | 1.52                                       | 9.1 %                           | 13.7 %                    |